# Barna Hedenhös
Barna Hedenhös är en serie berättelser för barn skrivna av Bertil Almqvist (Bertila). Berättelserna utspelar sig på stenåldern. Efternamnet kommer från uttrycket "hedenhös". Barna Hedenhös är mest kända från bokutgivningen av berättelserna, men Almqvist har även gjort en tecknad serie om dem som först publicerades i Tuff och Tuss under 1950-talet, och som repriserades i serietidningen Pelle Svanslös under 1970-talet och i barntidningen Tivoli 2012. Serien gavs ut av förlaget Nisses böcker, numera av Urax förlag. Ett par TV-serier, i olika grad baserade på böckerna, har också gjorts, samt ett datorspel.

## Innehåll
Berättelserna handlar om den svenska familjen Hedenhös som består av pappa Ben, mamma Knota och barnen Sten och Flisa. De har också några husdjur, urhunden Urax, den långhåriga hästen Hårfagre och urkon Mura (som i tredje boken föder en kalv, som får namnet "Bufflo").
Berättelserna innehåller en blandning av faktiska företeelser från stenåldern, moderna inslag och en hel del fantasi. Det finns flera antydningar att familjen Hedenhös eller figurerna de träffar skulle ha hittat på eller grundat vissa saker som är välkända i dag. Några exempel:
- Stockholmen, en holme i Mälaren dit familjen Hedenhös flyttar i första boken. Därmed antyds det att det skulle ha varit familjen Hedenhös som grundade Stockholm.
- Ura, en svensk stenåldersort, föregångare till dagens Mora.
- Urlympiska spelen påstås vara föregångare till Olympiska spelen.
- Ur-York och Ur-troit, amerikanska stenåldersstäder som förekommer i tredje boken, föregångare till dagens New York och Detroit. Ur-York har en dåtida frihetsstaty, och i Ur-troit tillverkas bilar av märket "Ur-ford", som drivs med hästkrafter.
- Äckel-tornet, en föregångare till Eiffeltornet. Fick sitt namn av Flisa, som tyckte att det var "äckligt" högt.

Vissa personer med verklighetsbakgrund förekommer också. Ett exempel är Ura-Nisse, som har Mora-Nisse som förebild, och ett annat Urlander, som har Tage Erlander som förebild.

## Böcker om Barna Hedenhös
| Titel                                          | Utgivningsår | Kommentar |
| ---------------------------------------------- | ------------ | --- |
| Barna Hedenhös: bilder från stenåldern         | 1948         | Den första boken, vari familjen infångar den första hästen och flyttar till Stockholmen. |
| Barna Hedenhös reser till Egypten              | 1949         | Den andra boken, vari Sten och Flisa blir bortrövade till Egypten. |
| Barna Hedenhös upptäcker Amerika               | 1950         | Familjen träffar ur-invånarna, besöker bilfabriken i Ur-troit, bestiger frihetsgudinnan i Ur-York och reser hem i en raket driven av "ur-an".                                                                                   |
| Barnens dag i Hedenhös                         | 1950         | Bilderbok |
| Barna Hedenhös på vinterresa i Sverige         | 1951         | Pappa Ben och barnen Hedenhös deltar i, och vinner, Masaloppet – ett kortare skidlopp än Vasaloppet. De får också träffa Ura-Nisse. som då vunnit Masaloppet hela åtta gånger.                                                  |
| Barna Hedenhös och de urlympiska spelen        | 1952         | Pappa Ben anordnar den första internationella idrottstävlingen. |
| Barna Hedenhös åker bananbåt till Kanarieöarna | 1953         | Familjen upplever ett vulkanutbrott, och får förklarat sambandet mellan hundar och "kanarie". |
| Barna Hedenhös blir kungliga                   | 1954         | Sverige får sin första regering (under statsminister Urlander), och vi träffar även geten Budde-geten och hästen Klasse-kampen.                                                                                                 |
| Barna Hedenhös i världsrymden                  | 1955         | Familjen besöker först månen och sedan Mars, med sin New York-liknande arkitektur och sina kanaler. Till hjälp har de bränslet "ur-an", rymddräkter av päls, och några "sagogryn", som ger deras raket en fantastisk hastighet. |
| Barna Hedenhös reser till Paris                | 1957         | De besöker bland annat Flintehamn med Tjolivat. |
| Barna Hedenhös bakom stenridån                 | 1962/1974    | De provar på schack, äter borsjtj och besöker Svarta Jorden. |
| Barna Hedenhös på Mallorca                     | 1969         | De lär sig bland annat att använda en stenslunga och träffar på en djävulsrocka. |
| Barna Hedenhös besöker England                 | 1971         | De träffar bland andra Sherlock Holmes' motsvarighet och bevittnar byggandet av Stonehenge. |
| Den stora boken om barna Hedenhös              | 1991         | Samlingsvolym med: - Barna Hedenhös - Barna Hedenhös reser till Egypten - Barna Hedenhös upptäcker Amerika - Barna Hedenhös åker bananbåt till Kanarieöarna - Barna Hedenhös reser till Paris.                                  |
| Barna Hedenhös på nya äventyr                  | 1992         | Samlingsvolym med: - Barna Hedenhös på vinterresa i Sverige - Barna Hedenhös och de urlympiska spelen - Barna Hedenhös i världsrymden - Barna Hedenhös på Mallorca - Barna Hedenhös besöker England.                            |
| Barna Hedenhös hittar hem                      | 1997         | Bygger på filmen Barna Hedenhös bosätter sig i Sverige. |

## I andra medier
Under 1961 gjordes det tre kortfilmer, baserade på några av böckerna. År 1972 producerade SVT den tecknade serien Barna Hedenhös, som delvis baseras på de tre första böckerna.
År 1963 sattes pjäsen Barna Hedenhös blir Stockholmare upp på Stockholms Stadsteater. Familjemedlemmarna spelades av Meta Velander, Axel Düberg, Inga Sarri och Heinz Spira. Regissör var Manne Grünberger.
Under 1999 distribuerade Bonnier Multimedia datorspelet Barna Hedenhös på Stockholmen på CD.
År 2013 baserade SVT sin årliga TV-julkalender på böckerna om Hedenhös. Handlingen var dock en originalhistoria, och handlar om hur familjen Hedenhös dyker upp i nutid i Barna Hedenhös uppfinner julen.

## Kontroverser
År 2013, när Bonnier Carlsen gav ut Barna Hedenhös-böckerna på nytt i samband med SVT:s julkalender Barna Hedenhös uppfinner julen, uppstod diskussion i medier om att en del av Almqvists ursprungsberättelser och figurer framställer bland annat könsroller och olika folkgrupper på ett sätt som idag betraktas som föråldrat och rasistiskt. Jonathan Sjöberg som regisserade 2013 års julkalender tyckte bland annat att bilden av mamma Knota som bara sitter och rör om i grytan och pappa Ben som självgod uppfinnare, var dammig och endimensionell och valde därför att försöka utveckla rollfigurernas personligheter.
Docent Paul Tenngart ansåg det också rasistiskt att indianerna i Barna Hedenhös upptäcker Amerika i hög grad definieras utifrån sin rödaktiga hudfärg, som framställs som någonting negativt (den retar bisonoxar) och att pappa Ben förklarar att de klarar sig bättre om de försöker dölja den.

## På frimärken
Hästen Hårfagre finns avbildad på svenska frimärken som utkom 24 januari 2002.